# 帰れま10
「帰れま10」（かえれまテン）は、テレビ朝日系列で過去にレギュラー放送されていたバラエティ番組『もしものシミュレーションバラエティー お試しかっ!』の企画。2015年に番組が終了した後、単独番組を経て2018年より『帰れマンデー見っけ隊!!』内で不定期に放送または配信されている。

## 出演者

### MC
- タカアンドトシ
  - タカ
  - トシ

### 出演回数の多いゲスト
- ブラックマヨネーズ
  - 小杉竜一
  - 吉田敬
- 濱口優（よゐこ）
- オリエンタルラジオ
  - 中田敦彦
  - 藤森慎吾
- カンニング竹山
- サバンナ
  - 八木真澄
  - 高橋茂雄
- キャイ〜ン
  - ウド鈴木
  - 天野ひろゆき
- 田村亮（ロンドンブーツ1号2号）
- 河本準一（次長課長）
- U字工事
  - 福田薫
  - 益子卓郎
- 吉村崇（平成ノブシコブシ）
- フットボールアワー
  - 岩尾望
  - 後藤輝基
- アンジャッシュ
  - 渡部建
  - 児嶋一哉
- 秋山竜次（ロバート）
- 有吉弘行
- 関ジャニ∞（現・SUPER EIGHT）
  - 村上信五
  - 渋谷すばる
  - 丸山隆平
  - 大倉忠義
  - 安田章大
  - 横山裕
  - 錦戸亮
- 博多華丸・大吉
  - 博多華丸
  - 博多大吉
- 楽しんご
- 山崎弘也（アンタッチャブル）

## 概要

### ルール
6人～8人程の芸人でロケ先の店舗（居酒屋、ファーストフード店、ファミレス、焼肉屋、コンビニなど）からご当地グルメ、サービスエリア、冷凍食品、カップ麺、スイーツ・お菓子での全メニューの中の人気メニューベスト10（上位10品）に何が入るか（ドリンク類は除外）を全員で予想して注文する。注文は演出上は1人ずつ行うことになっているが、実際には全員で多数決を取る、違う人（特にゲスト）の予想に乗っかるような形で決める場合も散見される。注文した品を全員で原則2人前食べた後、その品の実際の順位を発表し、上位10位以内なら正解、11位以下なら不正解となる。
これを繰り返し、ベスト10を全て当てれば完全制覇、その日のコーナーは終了となるがそれまでは何時間経っても誰一人家に帰れない。なお、1度も間違えずにベスト10全てを当てることが出来れば賞金100万円獲得。もちろん途中で間違えると100万円チャレンジは終了。
出演者にとってはここぞという時に正解する運や、間違えるリスクを負ってでも予想しにくい下位を狙うのかそれとも責任回避のためメジャーな品で上位を狙うのかというチキン度が試される企画である。
2時間以上の特番回では、ゴールデン移動前から不定期で、2つのチームが異なる店舗で同時に開始する対抗戦形式を行っている（注文品数の少なさではなく、ベスト10を早く当てるまでの時間を競う）。初期は「タカトシチーム」対「竹山チーム」の対戦カードで行っており、その時期は、第5戦から第11戦まで7連勝するなど、圧倒的に竹山チームの方が強かった。その後、竹山以外のゲストがリーダーのチームと対戦したり、タカトシがそれぞれチームキャプテンとして分かれて対戦を行っている。また、2013年12月2日の巨人ゲスト回では、別の日時に収録した楽天と擬似的に対戦した（この回では、注文品数の少なさで競った）。

### 歴史
元々はネオバラエティ枠で放送されていた『もしものシミュレーションバラエティー お試しかっ!』で月1-2回の頻度で放送されていた。その後、同番組のゴールデンスペシャルの企画として3回選ばれ、2009年4月2日放送の春の特番は18.8%、続く2009年10月5日の秋の特番では16.6%、2009年11月23日の初の2時間スペシャルでは16.1%の高視聴率をあげ、更に小杉の着ボイスが最終的に37000件に到達（この功績によりブラマヨはテレビ朝日から表彰される）、「ヒ〜ハ〜Tシャツ」1,000枚が即座に完売し大盛況となる（その後、10,000枚が急遽追加販売されこちらも完売）など爆発的な人気を博し、2010年4月に『お試しかっ!』が月曜19時台の枠に移動してからは同番組の看板コーナーとしてほぼ毎回のように放送されるようになった。
第1回目は居酒屋「和民」で行われたが、タイトルは「お試し!居酒屋王決定戦」で、まだタイトルに「帰れま10」は付いていなかった。2回目の「庄や」から「帰れま10」がタイトルに付いた。また、当初は「○○王決定戦」というサブタイトル（例えば居酒屋が舞台であれば、居酒屋王決定戦。カラオケボックスであればカラオケ王決定戦）が付いていた。
2015年1月26日をもって『お試しかっ!』が終了。この時は『帰れま10』の不定期特番としての継続は発表されていなかった。
2016年4月6日、『帰ってきた帰れま10 つるとんたん編』のタイトルで、特別番組が放送された（後述）。以降、単独番組として不定期に放送または配信されている。

2016年10月2日からは、日曜10:00 - 11:45枠にて本コーナーの派生番組でありリニューアル版である『帰れまサンデー』（10:00 - 11:15枠）と『帰れまサンデープラス』（11:15 - 11:45枠）がスタートした。2017年4月からは16:30 - 17:30のローカルセールス枠に変更となり、同時ネット以外の一部地域は遅れネットおよび非ネットに変更となった。また、10月からは『帰れまサンデー・見っけ隊』と改題、リニューアルされた。2018年4月からは『お試しかっ』が放送されていた月曜19:00 - 20:00枠に枠移動となり、『帰れマンデー見っけ隊!!』に再改題の上放送。この改題・枠移動に伴い、『帰れま10』は『帰れマンデー・見っけ隊!!』の一企画として放送されることになったのだが、枠移動初回時点では不定期特番として放送、その後は「帰れマンデー」の企画となっているが、SP放送の際は単体番組扱いになっており、実質不定期特番である。

### エピソード
タカトシは、この企画に参加したことのない芸人仲間（主にタカトシの先輩）に「10時間以上かかった、20品近く食べたなどの情報は盛って（実際より数字を過剰に発表する『演出』をして）るんでしょ?」という旨を聞かれる度に「ガチ（本当）です」と返答するという。ナインティナインや今田耕司もこの「盛ってるんでしょ?」と言っていた（今田に関してはプライベートでトシと呑む度に「帰れま10」に纏わる愚痴を聞いていた）らしいが、実際に参加して本当に20品前後の食事をすることになり、特に岡村隆史はCoCo壱番屋での「帰れま10」収録にてカレーを25品食べた後すぐに、『ゴチになります!』の収録という過酷な食事スケジュールを取らされていた。また、勝俣州和はマネージャーにこの番組への出演をNGにするように言っていた。
最低でも平均5時間は掛かるため、事前に胃薬などが用意されているとのこと。
当初は放送中にメニューを調べる目的で、該当企業・店舗の公式サイトにアクセスが殺到するケースが多々あった事から、2011年4月18日の「なか卯」編より、データ放送でメニュー（とその時点での順位）を表示して負荷を軽減させている。
初の最下位的中はびっくりドンキー（2009年12月28日放送）で次長課長河本が注文した「十六穀米」（68品中68位）。最下位的中は、現在まで9回。数字での最低記録は、薄利多賣半兵ヱ（2017年2月6日放送）でトシが注文した「ウインナー串炊き」(180品中180位)。
2013年1月21日放送分（合体2時間スペシャル）の『らあめん花月嵐』編で138回目のチャレンジにて、企画開始から4年4か月にして遂に初めてのパーフェクトを達成した。以降、2021年9月現在までに7回パーフェクトを達成している（後述）。
収録は主に毎週木曜日深夜から金曜日未明・早朝にかけて行っている。これはナインティナイン岡村が「ナインティナインのオールナイトニッポン」（ニッポン放送、金曜1:00-3:00）生放送中にオリエンタルラジオ藤森に電話をしたことから発覚した。他にも「関ジャニ∞横山裕・村上信五のレコメン!」にて、横山と村上が出演する際に文化放送での生放送（木曜22時 - 翌1時まで）の終盤に、先に参加している丸山から電話が来て、金曜0時〜1時からスタートする事も判明している。また、週3回収録を行う場合もある。
なお、本番前には必ずエキストラによるシミュレーションが行われている。
ベスト10を当てた際に流れるBGMは映画『Antz』の『The Big Shoe』（作曲：ハリー・グレッグソン＝ウィリアムズ／ジョン・パウエル）。

## 主な用語
ローラー作戦
同じジャンルのメニューをひたすら食べ続けること。作戦が成功すれば順位を多く当てることになるが、その分満腹になりやすいため、かなりリスキーな作戦である。宇治原史規（ロザン）には「（作戦として）頭が悪すぎる」「もう少し考えてやれや！っていつも思ってた」と批判された（しかし、結果的に宇治原もローラー作戦を知らず知らず実行していた）。また、コンビニスイーツなどの品数が少ない店においては「全品ローラー（要はただのやけくそ）」が提案されることもある。
1人食い
その名の通り、注文した料理を1人で食べること。ビッグボーイ（1度目）編では「ゲン担ぎ作戦」とも呼ばれた。当然食べた人のダメージは大きいものの、他のメンバーの胃袋の容量を温存することができる。2011年10月17日のファミリーマート編からは、オリエンタルラジオの1人食いにはタカ扮する博士が開発した（という設定の）『○○（商品名）ロボ』という名称が付けられた。
2枚抜き
番組内で『ファミレスの神』の通称がある濱口だけが行っている作戦。2品を同時に注文し、順位発表も続けて行われる（由来はかつてTBSで放送されていた筋肉番付の名物企画である『ストラックアウト』から）。過去に1枚だけ成功したことがある（片方抜きと呼ばれていた）。長らく2枚同時抜きは成功しなかったが、初パーフェクト達成よりも後の2013年5月6日の海鮮居酒屋はなの舞編で初めて2枚同時抜きに成功した（濱口曰く「成功するのに4年かかった」）。2010年7月26日のモスバーガー編、12月6日のシダックス渋谷店編、2011年2月7日の東洋水産カップ麺編では、残り1品にも関わらず2枚抜きを使った（結果はいずれも2品とも外し、失敗）。
こっそり注文
小杉が注文するメニューを他のメンバーに教えず、店員だけに伝える行為。第1回の和民編から使用している。一時期は「サプライズ注文」という名称だったが2009年8月24日放送分から現在の名称で定着した。
本人が食べてみたい物や女性目線で人気だと思うメニューを独断で選ぶので正解率そのものは低いものの、要所では当たることが少なくない（ラスト1品や長い連敗の脱出など）。
当初は他の芸人から顰蹙を買っていたが、小杉がいじられるきっかけや笑いを生み出し、当たった際には大きく番組が盛り上がるため、徐々にコーナーになくてはならない恒例行事になる。それに密かに憧れていた他の芸人が様々な注文方法を生み出すきっかけともなった（後述のドデカ注文の他、他の芸人が頼もうとしたものを自分が頼むタカの「横取り注文」と亮の「泥棒注文」、アントニオ猪木のモノマネをしながら注文する「猪木注文」など）。この注文が珍しく成功すると、小杉がアメリカンカウボーイよろしく「ヒ〜ハ〜!!」という独特の咆哮を上げる。なお、「ヒ〜ハ〜!!」のギャグ自体はネプリーグ出演時に誕生していたが、ギャグとして定着したのはこの企画内である。
ドデカ注文
名物化したサプライズ注文を羨んでいた吉田が編み出した注文方法。2009年4月2日のガスト編で初登場。注文時に選んだメニューを単に気合いを入れて大声で叫び、正解を呼び込むというもの。「1日1回しか使えない」という設定を彼が勝手に設けており、シダックス編や2009年秋のサイゼリヤ編で2回使用した際には息も絶え絶えになる演技をしていた。こっそり注文と同じく外れることが多く、この注文方法を用いない回の方が吉田の成績が良いことが多い。
チンパンジー注文・チンパンジー謝罪
こっそり注文の派生で生まれた。トシがチンパンジーに似ているため名付けられた。手を上下に大きく動かして手をたたくのがチンパンジー注文で、外れた時に目を手で覆うのがチンパンジー謝罪。2010年5月3日放送の海老名サービスエリア編で初めてこの注文で正解した。トシが似ているという派生で「枝豆注文」もあるが、こちらはドンスベりするので、2009年11月23日のビッグエコー編のみの使用である。的中した際はトシが「ラッキーチンパンジー」などと呼ばれる時がある。
ジャニーズ注文
ジャニーズ事務所所属の芸能人が、格好良くキメながら注文すること。過酷すぎる収録のため、大半が疲労と満腹で崩壊しているためテンションがおかしくなっている。最初にやりだしたのは丸山だが、丸山はとりたてて疲労も満腹もない状態にも関わらず崩壊した注文だった。この名前が初登場した安楽亭編では、共に5打数0安打だった村上と安田がこの注文で見事正解しており、ランキング最後の2つを連続で当てて有終の美を飾り、対抗戦のタカトシチームを初勝利に導いた。
定番選手・スター選手
今までロケを行った同じジャンルのどの店舗でも高確率でベスト10にランクインしていた品のこと。いわゆる安全パイ。例えば居酒屋編の場合、具体的なメニュー名を挙げると、鶏の唐揚げ・枝豆・串焼き・ポテトフライ・シーザーサラダ・出汁巻き玉子・ほっけなどがある。「ノーミスでベスト10を当てれば100万円」というルールもあり、1巡目のオーダーはほぼこれらの注文で固められる。ただ、もちろん全ての店舗でこれらの品がベスト10に入っているわけではなく、今までのデータを信頼し注文した結果、不正解で予想が困難になるというシーンも多々見受けられる（例・笑笑の鶏の唐揚げが12位など）。2009年10月5日のサイゼリヤ編で、小杉がスター選手で正解し「ヒ〜ハ〜!!」を繰り出して微妙な空気になったことがある（亮曰く「もっと（難しい品で当てるなど）サプライズな時に出すものだと思う」、吉田曰く「2回の表に先頭打者で単打打っただけで泣いて戻ってこられても反応に困る」）。2009年11月23日放送の2時間SPにて、このスター選手を積極的に注文して責任を回避することをゴリると名付けられた（ガレッジセールのゴリが行った方法のため）。
○打数○安打（○には数字が入る）
1回のロケにおける正解率の目安。例えば「4打数2安打」なら、その日4回注文したうち2回正解したということ。今までの最高記録はピザハット編での中岡創一（ロッチ）、カレーハウスCoCo壱番屋編での大吉、道とん堀でのトシの4打数4安打。最低記録はビッグエコー編での濱口、くら寿司編での山崎の6打数0安打。
フル参戦
ゴールデン進出以降の帰れま10で大物芸人や芸人以外のジャンルのゲストが参戦し、なおかつ、(時間の都合などで途中退出せずに)最初からベスト10を全て当てるまで参加する時に表現される用語。特に予告・オープニングで使用されることが多い。
○連勝・○連敗
この番組では、連続で正解することを連勝、連続で不正解になることを連敗と呼称している。
開幕○連勝・ノーミス○連勝
ゴールデン進出以降使用されている用語。一度も間違えずに連続して正解している（100万円チャレンジの権利がある）状態のこと。逆に最初の品を外して以降は開幕○連敗と言われる。
正解率
ゴールデン進出以降使用されている用語。先述の「○打数○安打」とは異なり、これまでの全てのロケでの通算正解率を指す。主なレギュラー陣の2011年8月1日放送のバーミヤン終了時点での正解率は華丸が100%（6/6品）、後藤が50.0%（26/52品）、タカが52.3%（112/214品）、大吉が50.0%（9/18品）、岩尾が44.8%（26/58品）、中田が51.2%（21/41品）、トシが44.1%（91/206品）、藤森が36.6%（11/30品）、渡部が54.5%（12/22品）となっている。また、ジャニーズ事務所の中で出演回数が多い関ジャニ∞のメンバーの成績は2012年8月27日放送の時点で、大倉が75%（3/4品）、丸山が63%（5/8品）、渋谷が60%（3/5品）、錦戸が50%（2/4品）、村上が42%（8/19品）、横山が40%（4/10品）、安田が36%（4/11品）となっている。

## 特別ルール
- ゲストがドラマや映画の出演、DVD発売を宣伝する場合は、ランキングを正解すれば宣伝することができる（ただし岡村隆史〈ナインティナイン〉のように、正解しても宣伝を忘れた場合は、もう1度正解しないと宣伝できないこともある）。
- 基本的に出演者にはランキングのヒントは与えられないが、特に難解だと判断された2010年7月5日のジョナサン編や、2010年8月9日の道とん堀編では、好きな順位のヒントを1回だけ聞くことができた。
- 2010年2月15日と2013年1月7日の『Qさま!!』コラボSPでは、お試しかっ!軍団がプレッシャーSTUDYに参戦。その収録直前に、帰れま10の収録がスタート。Qさま!!の収録までにベスト10を全て当てないと、一旦帰れま10を中断して、Qさま!!の収録に向かわなければならない[注 4]。
- 2010年10月18日放送のドトールコーヒー編では、「ここを当てなきゃ続きができま10」と題したコーナーが登場。帰れま10の合間に行われ、帰れま10のランキングとは別のベスト10の商品の中から、指定された順位を当てる。当てるまで帰れま10に戻ることはできない。一発で指定された順位を当てると10位以内のランキングのヒントがもらえる。なお、このコーナーの進行は清水俊輔アナウンサーが担当。
- 2011年1月17日放送のファミリーマートおでん編では、正解できなかったメンバーが、この回ゲストの渡部陽一の格好をしてモノマネ謝罪をすることになり、フットボールアワーとアンジャッシュ渡部が餌食となった。3人のモノマネはまったく受けずにスベってしまい、渡部陽一との4ショットでは「渡部四天王」と突っ込まれた。
- 2011年2月28日放送の大戸屋編では、この回ゲストのコロッケにちなんで、正解できなかったメンバーがクジを引いて有名人のモノマネにチャレンジするルールが設けられた。その結果、博多華丸以外[注 5] の全員がモノマネをすることとなり、コロッケ自身もモノマネの餌食となった。モノマネの内容はコロッケのネタには全員が大爆笑となったが、後のメンバーはまったくと言っていいほど受けずにスベってしまい、スリムクラブとオリエンタルラジオ中田にいたっては途中で打ち切られた。
- 2011年3月7日放送の金の蔵Jr.編で、この回ゲストの上地雄輔主演の映画『漫才ギャング』にちなみ、外したコンビの若手時代のVTRが流され、タカアンドトシ（トシが失敗）とオリエンタルラジオ（中田が失敗）の若手時代のVTRが流された。フットボールアワーも後藤が外したが、オンエアではVTRは流れることはなかった。
- 2011年6月6日放送のピザーラ編ではこの回ゲストの岡田准一（20th Century）主演の映画『SP THE MOTION PICTURE 革命編』にちなみ、岡田が映画の中でもさまざまな格闘シーンのアクションをこなしていることから、100万円チャレンジを終了させたメンバーには岡田が直々に特別な投げ技をかけることになり、餌食となったのは岡田の共演者で、途中から参戦したゲストの松尾諭だった。
- 2011年11月14日放送のラウンドワン編ではこの日ゲストのKis-My-Ft2が出演し、外した場合は『バラエティーの洗礼』を受ける形でタカトシが以前番組で体感した激辛・激苦・激スッパ汁のいずれかを飲む罰ゲームが設けられた。その結果、4人とも罰ゲームの餌食となった。
- 2011年12月5日放送のフレッシュネスバーガー編では、この回のゲストである生田斗真が外した場合、生田のジャニーズJr.時代の映像が流れるというルールがあった。しかし後述の通りこの回の成績は良く、途中からトシの独断で、かつて『天才てれびくん』で生田と共演した経歴がある天野ひろゆき（キャイ〜ン）や女優業で共演した近藤春菜（ハリセンボン）が外した場合でも連帯責任として映像を流すルールを加えたが、罰ゲームとして映像が流れたのは高橋茂雄（サバンナ）が外した1回のみであった。しかし最少品数11品を記録したことを記念する意味も込めて、結局は最後に用意されていた生田の映像が纏めて流された。
- 2012年7月16日放送のやるき茶屋編では、ベスト10を正解するたびにゲスト山下智久のアルバム『エロ』の宣伝を、セクシー系タレントの岡本夏生が担当するというルールがあった。
- 2012年8月6日放送のとんかつ和幸編では、その時点で残っていた8位及び9位のヒントを得るために、関ジャニ∞の冠番組『関ジャニの仕分け∞』の仕分け企画で対決、1勝する度にヒントが1つ獲得できた。行われた対決は、ゲーム『太鼓の達人』を用いたリズム感仕分け（大倉vsツネ（2700））とカラオケ仕分け（安田vs錦野旦）の2種目で、このパートだけ演出も『〜仕分け∞』と同じ物を使用していた。
- 2012年12月24日放送のピザーラ編では、この回ゲストのとんねるずの一言により、「ノーミスで1位から順番に10位まで当てたら10倍の1000万円」というルールが設定された。しかし4位を当てなければならない4品目で天野ひろゆきが5位を当てたために終了となり、100万円もタカが外して逃してしまうという失態を犯した。
- 2013年5月20日放送のバーミヤン編からは、新ルールとして「箸上げできなきゃ教えま10」が登場。これは、料理の撮影の際に美味しく見せるために行われる箸上げに、出演者が挑戦するというもの。箸上げに成功すれば、まだ開いていないベスト10のランキングの中から好きな順位のヒントを聞くことができる。
- 2013年11月18日放送の焼肉チャンピオン編では、終了時に最も低い順位を出した人は、罰ゲームとして、「ぶっちゃけ嫌いな先輩」を告白することになった。高田延彦が罰ゲームを受ける事となったが、嫌気を起こしたため「ぶっちゃけ絡みにくかった先輩」に変更された。
- 2014年3月10日放送分の俺のフレンチ編では、この回ゲストの沢村一樹の提案により、「予想が外れたメンバーはカメラが設置されていない別室へ退場し、その状態で参加する」というルールが採用された。退場しても残ったメンバーが順位を開ければ復帰できる。この結果、沢村と庄司智春と濱口優以外はこのシステムの餌食となり、タカトシも失敗したためにMC不在という事態が起こった。なお、トシが不在時の結果発表のコールはこの日ゲストで来ていた高岡早紀が行った。
- 2014年4月7日放送のBORDERVSTEAMの対抗戦スペシャルでは、ヒントチャンスとして、両チームの代表（BORDERチームからは小栗旬、TEAMチームからは小澤征悦）が黒ひげ危機一発で対決。勝ったチームが、まだ開いていない順位のヒントを聞くことができる（順位はくじで決める）。なお、このコーナーの進行は、庄司智春（品川庄司）が担当。
- ルールではないが、楽しんごが出演した回では、楽しんごが男性ゲストに自身の持ちネタである「ドドスコ」と「LOVE注入」をリクエストする場合があり、過去に徳重聡と大倉が餌食となった。

## 記録

### パーフェクト達成
| 放送日         | 店名              | 10品目挑戦者     |
| -------------- | ----------------- | ---------------- |
| 2013年01月21日 | らあめん花月嵐    | 羽鳥慎一         |
| 2013年04月22日 | ローソンストア100 | 相葉雅紀（嵐）   |
| 2013年07月15日 | 叙々苑            | トシ             |
| 2014年07月07日 | 山崎製パン        | 濱口優（よゐこ） |
| 2019年10月07日 | スシロー          | トシ             |
| 2021年07月05日 | ミスタードーナツ  | 天海祐希         |
| 2021年09月20日 | マクドナルド      | ムロツヨシ       |

### 経過時間ベスト3
| 順位  | 放送日         | 店名                         | 経過時間   |
| ----- | -------------- | ---------------------------- | ---------- |
| 第1位 | 2011年12月05日 | フレッシュネスバーガー       | 03時間15分 |
| 第2位 | 2011年02月21日 | ローソン（スイーツジャンル） | 03時間45分 |
| 第3位 | 2011年08月01日 | バーミヤン（2回目）          | 04時間00分 |

### 経過時間ワースト3
| 順位  | 放送日         | 店名           | 経過時間   |
| ----- | -------------- | -------------- | ---------- |
| 第1位 | 2013年01月07日 | ロイヤルホスト | 12時間以上 |
| 第2位 | 2009年11月23日 | BIG ECHO       | 11時間15分 |
| 第3位 | 2009年10月05日 | サイゼリヤ     | 11時間10分 |

### 食べた品数ワースト3
| 順位  | 放送日         | 店名         | 品数 |
| ----- | -------------- | ------------ | ---- |
| 第1位 | 2009年11月23日 | BIG ECHO     | 42品 |
| 第2位 | 2009年04月02日 | ガスト       | 40品 |
| 第2位 | 2009年10月05日 | サイゼリヤ   | 40品 |
| 第2位 | 2010年06月21日 | 無添くら寿司 | 40品 |

### 連敗記録ワースト3
| 順位  | 放送日               | 店名         | 連敗   |
| ----- | -------------------- | ------------ | ------ |
| 第1位 | 2010年06月21日       | 無添くら寿司 | 19連敗 |
| 第2位 | 2009年12月15日       | 白木屋       | 18連敗 |
| 第3位 | 2009年06月15日・22日 | シダックス   | 17連敗 |

### 1品目での100万円チャレンジ終了
| 放送日         | 店名              | 備考                              |
| -------------- | ----------------- | --------------------------------- |
| 2009年12月21日 | 笑笑              |                                   |
| 2009年12月28日 | ミスタードーナツ  | 対抗戦（竹山チーム）              |
| 2010年03月29日 | 安楽亭            | 対抗戦（タカトシチーム）開幕2連敗 |
| 2010年03月29日 | ドミノ・ピザ      | 対抗戦（竹山チーム）              |
| 2010年08月09日 | 道とん堀          |                                   |
| 2011年10月03日 | デニーズ（2回目） | 開幕2連敗                         |
| 2013年05月06日 | はなの舞          |                                   |
| 2013年12月23日 | 俺のイタリアン    |                                   |
| 2014年03月17日 | 銀座アスター      | 対抗戦（女チーム）開幕2連敗       |

### 逆MVP受賞回数
初期の頃、コーナーの最後にその日1番足を引っ張った人を「逆MVP」として選んでいた。
| 順位  | 名前                           | 回数 | 店名 |
| ----- | ------------------------------ | ---- | --- |
| 第1位 | 小杉竜一（ブラックマヨネーズ） | 5回  | - 庄や（2008年10月20日） - 白木屋（2008年12月15日） - 土間土間（2009年3月30日） - ガスト（2009年4月2日） - カレーハウスCoCo壱番屋（2010年5月10日） |
| 第2位 | ウド鈴木（キャイ〜ン）         | 2回  | - すき家（2010年2月15日） - デニーズ（2010年4月19日）                                                                                              |
| 第3位 | 吉田敬（ブラックマヨネーズ）   | 1回  | - 和民（2008年9月22日） |
| 第3位 | 田村亮（ロンドンブーツ1号2号） | 1回  | - 牛角（2009年1月5日） |
| 第3位 | 河本準一（次長課長）           | 1回  | - びっくりドンキー（2009年12月28日） |

## 各回リスト
パーフェクト達成回は太字で表記。

## ワケありボツメニュー研究所
主にスペシャルで不定期に行われる企画。トシが司会となり、帰れま10の会場になっている店舗の没になったメニューが紹介され、没になった理由を支配人のタカとゲストがフィリップボードで解答する。タカは色々な扮装で登場しており、過去には豚系のキャラクター（2010年4月19日では、タカ乃鼻、同年6月21日ではイベ･リコ）、タカ越達也、アニマルタカ口、タカコ・デラックス、タカ下右京、栗タカ類などに扮していた。

## 派生系企画
- ディズニー王決定戦

2009年1月26日放送。ディズニーストアでぬいぐるみ人気トップ10を予想する。11位以下だと出演者全員でぬいぐるみ代金を折半、端数は選択者が負担して、それを視聴者プレゼントにした。
- 釣りバージョン

2009年9月7日、14日、2010年1月4日、11日放送。東京湾で釣れる魚ベスト10を全て釣れないとロケが終わらない。
最後に千原せいじが釣ったヒラメは何故か養殖魚の様にお腹の色がマダラ模様だった
- テレビゲームバージョン（前述）

2009年2月23日、4月27日放送。懐かしのゲームソフトの一面を10回連続ノーミスでクリアしなければならない。
- ボウリングバージョン

2009年11月9日、12月7日、2010年1月11日、2月15日放送。スペアを取るのが困難なピンの残し方から、合計100球以内にスペアを取るベスト10。一部の回を除けば、ベスト10全てを倒すまでは帰れない。
2010年1月11日に永井大、井上和香をゲストに招いた回で100万円を獲得した（この回のルールは、初級（10位〜7位）、中級（6位〜4位）、上級（3位〜1位）の中から1つずつルーレットで選択し、3つ全てを合計100投以内に成功すれば100万円獲得というルールだった。ちなみに、帰れま10以外を含む100万円を獲得できる企画では、2009年4月27日放送の「Theゲーム10」以来2回目）。
- ビリヤードバージョン

2010年2月1日放送。プロに聞いた難易度の高い残り方ベスト10で、指定したボールを落とす。なお、狙ったポケット以外に入っても有効。
- 野菜バージョン

過去2回行われている。指定された栄養成分の多い野菜を使った料理（主菜・副菜・デザートの3品が1つの野菜を選ぶごとに出される）をタカが1人で食べる（トシもタカの横に座っているが、食べずに見張っているだけである）。もちろん、ベスト10を全て当てるまでは終われない。途中で助っ人（オリラジ中田やアンジャッシュ渡部など）が来て、ベスト10のヒントを与えることもある。
- 1位を当てるまで進めま10

2010年3月29日の特別編、2010年5月17日、8月2日放送。コンビニの10ジャンルの食品の1位を当てるまで次のジャンルに進めない（初回のスリーエフのみ制限時間があり、店が繁盛する時間の朝7時までに終わらないと、日を改めて再チャレンジ）。2011年7月11日放送分では、この企画の派生企画として「自転車発電で消費電力1位の家電を当てるまで終われま10」が行われた。これは、家電10個の中から、消費電力の1位を予想。選択した家電は5人が自転車を20秒間漕いで発電をする。
- カラオケで全国1位にならないといけま店

2010年3月1日（2011年3月21日に再構築して放送）、2011年4月4日放送。DAMに搭載されている「ランキングバトル」を使用し、カラオケ曲別のランキングで全国1位をめざす。制限時間が設けられており、時間内で1位になれない場合はチャレンジ失敗。4月4日のチーム戦では全国1位を先に出した方が勝利、時間内で1位が出ない場合はその時点での最高得点を出したチームが勝利。さらに、2011年8月15日放送分ではこの企画の派生企画として「人気カラオケ全国ランキング 1位から10位をすべて埋めるまで終われま10」が行われた。これはカラオケ曲別のランキングで全国1位になるのはもちろんのこと、カラオケ曲別のランキング2位から10位までもすべて埋まるまで終わらない。既に出ている順位とカブっても、その順位は無効となる。当然のことながら、人気曲になると1位はおろか2位から10位をとるのも至難の業で、回避する傾向にある。
- プロの前で失礼してはいけま10

2011年4月24日放送。書道やヘアカットなどの作品を10作品提示。その中からプロが作った5作品を避けて、番組ADや見習いが作った偽物5作品を1人1作品ずつ、プロ本人の目の前で作品を詰りながら排除していく。挑戦する5人が全て偽物を排除できればクリア。ただしプロの作品を排除してしまった場合は、その時点で即挑戦終了。
元々は、『お願い!ランキング』内で2011年3月25日、2011年4月8日、2011年4月29日に放送されたパイロット企画「ニセモノ全て見極めないといけま10」が前身であり、これを改題した上で『お試しかっ!』本編へ移行させている。
企画シミュレーションの段階では、カンニング竹山やゴルゴ松本、ビビる大木らがチームリーダーを務めており、実際にタカアンドトシが挑戦したのは、スリムクラブと共に5枚の写真の中から偽物4枚を排除するショートバージョンであった。
なお、このコーナーは2011年2月11日〜4月27日の『お願い!ランキング』内にて『関ジャニの仕分け∞』としても放送されており、新番組として独立した。
- 人気メニュー1位を当てるまで進めま店

2013年6月24日、9月16日放送。「1位を当てるまで進めま10」のリニューアル版。あるテーマで括られた複数の店舗を巡りながら、各店舗の人気メニュー1位を2〜7択の中から当てる。
1位を当てたら次の店舗に進めるが、2位以下を選んだ場合は1位を当てるまで進めない。
更にこの企画では脱落ルールがあり、初回では各店舗の最下位のメニューを選んだ場合、2回目は2位以下を選んだ場合、それぞれメンバーを1人脱落させる。脱落ルールに該当した場合、初回では最下位を的中させた人が、2回目では1位を当てた後にチーム内で相談して脱落者1人を決定。脱落者に選ばれた1人をその店に置き去りにして、次の店に進む。
後半の店になるにつれて、予想がし辛く選択肢が増えたり、1品あたりの食べる量が多くなったりと、難易度が上がっていく。最後の店舗をクリアしてゴール地点に着けば終了となる。
2013年9月16日のチーム戦では、それぞれ別テーマの店舗を巡り、先に7店舗クリアしてスタート地点に戻ってきたチームの勝利、ゴールした時点で残っていたメンバーで賞金30万円を山分け。
2013年10月28日では、派生企画として「4大ジャンル ベスト3を全て当てるまで帰れま店」が登場。その店のメニューから人気ベスト3をジャンルごとに予想。ジャンルは4つあり、1ジャンルごとに予想。そのジャンルのベスト3を全て当てたら、次のジャンルに挑戦する。ノーミスで4ジャンル全てをクリアすると100万円獲得となる。
- イキツケ店の人気ベスト3を当てろ!常連3

ゲストが行き付けにしている複数の店舗を巡りながら、各店舗の人気メニューベスト3を当てる。
ただし、各店舗において5品以内にベスト3を当てられなければ、その店は出入り禁止となる。
深夜時代に企画された「芸能人味覚シミュレーション イキツケ」のアレンジ版で、『お願い!ランキング』でパイロット版を数回放送した後、『お試しかっ!』本編では、2014年8月4日放送分から放送された。
- もしもフードファイター3人いたらフードコート20店舗の人気メニューベスト10を全て当てられるのか？

女性フードファイター3人（三宅智子・アンジェラ佐藤・ロシアン佐藤）だけで、イオンレイクタウンのフードコートにある20店舗それぞれのベスト10完食を目指す。タカトシは、スタジオでゲストと共に挑戦の様子を見守る。
19店舗目までは、3人がそれぞれ異なる店舗に1人で挑戦。1回の注文で何品頼んで食べても良いが、ベスト10全てを完食するまで次の店舗に進む事ができない（メニューが10品以下の店舗に関しては、順位予想はせず、全てのメニューを1品ずつ完食できれば達成とする）。最後の20店舗目は、3人が合流して挑むが、時間内に食べきったメニューのみカウントされる。
12時間半の制限時間以内に、20店舗目のベスト10まで食べ切っていればシミュレーション成功。

## パロディ
- 2010年3月10日放送の『はねるのトびら』では「お助けかっ!」として、鈴木拓（ドランクドラゴン）の両親が営む居酒屋で行われた。メンバーは秋山、塚地武雅（ドランクドラゴン）、堤下敦（インパルス）、虻川美穂子（北陽）、梶原雄太（キングコング）。板倉俊之（インパルス）が司会で、板倉がタカトシに連絡した際は「本家より面白くしないで下さいよ」とあっさり了承したという。ただ店が繁盛していないため「店の人気メニューを当てる」のではなく「お父さんが頼んでほしいメニューを当てる」ルールで行った。BGMは本家と違うものの、テロップフォントや演出等はそっくりである。しかし本家とは違って司会者は参加しない（板倉曰く、居酒屋の料理が苦手だから）、料理を2皿出す、パーフェクトを出す出さないに関係なく食べた料理の料金を全員で出す。ただ、ランキングは利益が出やすい物、近くのスーパーで買った物を皿に盛るだけ、鈴木のお金で福岡のもつ鍋屋へ行かせたが「実際に食べてもらってアドバイスがほしい」とする等、飲食店としては考えられない姿勢にメンバーは呆れる反面、自家製コロッケ・だし巻き卵の評判は良かった。挙句の果てに一番の目的は「居酒屋の救済」のため、もう十分稼げたということで途中で打ち切られ、最後まで当てなくても帰れた。
- 2010年6月8日放送の『リンカーン』では「松本プレゼンツ 帰れま1（わん）」と題したパロディ企画が行われた。司会進行&ナレーションを松本人志（ダウンタウン）が担当し他のメンバーが回答者という設定であるが当てるのは料理ではなく『松本が「今更受けるのは嫌」な30個の罰ゲームの中から松本の1番嫌なもの』であった。なお、この企画を行った理由は発案者の松本が「帰れま10（てん）シリーズ」を含めてアメリカン風の冷徹な語り口のナレーションがお気に入りで、番組内でも度々真似していた事に由来する。また、イカサマ防止のためナレーションは事前収録されている。結果は、17個目に蛍原徹（雨上がり決死隊）が1位[注 25] を当てることに成功した。
- 2009年10月5日開始の『お願い!ランキング』では当番組のスピンオフとして、人気テイクアウトメニューのベスト5や、商店街の人気店ベスト5を当てる「帰れま5」を放送している。
- 2010年12月28日にテレビ朝日系列局のKFB福島放送の『ふくしまスーパーJチャンネル』にて、同局アナウンサーによる「幸楽苑で帰れないんで9（ナイン）」が放送された。
- 日本中央競馬会のパークウインズ札幌競馬場で、2回中山競馬の第1〜第10競走を的中しない限り抽選に参加できない「全て当たるまで換えられま10」を行う[7]。
- クイズ☆タレント名鑑→クイズ☆スター名鑑（TBSテレビ）では「カラオケ歌われるまで帰れません!」と題したパロディ企画が行われている。出演の歌手（グループ）がカラオケボックスに待機し持ち歌を客に選曲されるまで帰れない企画。ただ、最後まで持ち歌を選曲されずに残った歌手（グループ）を当てるクイズである趣旨であるため、残った2組のうちどちらか先に持ち歌を客に歌われた時点で収録は終了となり、最後まで持ち歌が歌われなくても帰れる。これとは別に「自分のグッズが買われるまで帰れません!」バスツアー企画「ギャグされるまで帰れません!バスツアー」「モノマネされるまで帰れません!バスツアー」といった派生企画も行われ、西本はるか、オスマン・サンコン、矢島晶子、あやまんJAPAN、さらに鶏などがクリアした。
- テレビ朝日の「333 トリオさん」では、帰れま10とは逆にロケ先の店舗の下位10品の不人気メニューを当てる不定期企画「売れてま10」がある。ノーミスでワースト10全てを注文できれば賞金33万円獲得。
- 『めちゃ×2イケてるッ!』（フジテレビ）では、「帰れまSTEP」と題したパロディ企画を放送。これは、2012年度から中学校の保健体育でダンスが必修科目になったことを受け、めちゃイケメンバーが中学生という設定で必修ダンスに挑戦する。全員のダンスが成功しないと終了しない。
- 『まるっと』（青森朝日放送）では、「帰れ9（ナイン）」を不定期で実施。
- 当番組の事実上の後継番組である『タカアンドトシの道路バラエティ!? バスドラ』において、2015年7月以降、「全て当てるまで終わらないバスツアー！」と題して、本企画に似た内容が放送されていた。
- テレビ東京の『有吉ぃぃeeeee!そうだ!今からお前んチでゲームしない?』では、2019年4月14日放送分において「スト2全員勝つまで帰れないeeeee!」を放送[8]。
- 2020年11月15日に放送された同局系列の「テレビ千鳥」にて、「人気ブラジャー当てるまで帰れま3」として、ピーチ・ジョンの10品から人気な3品を当てるまで帰れない企画が行われた。ナレーションや演出も本家を再現している[9]。また、2022年6月16日に放送された「テレビ千鳥」では、「人気パンティー当てるまで帰れま3」として同様の企画が行われた。[10]。

## 特別番組
2016年4月6日に『帰ってきた帰れま10 つるとんたん編』（かえってきたかえれまテンつるとんたんへん）のタイトルでレギュラー番組終了後、初の特別番組として放送された。司会はレギュラー番組同様に、タカアンドトシが務める。
また、同年4月17日にAbemaTVの開局特別番組として『帰ってきた帰れま10』がAbemaTVで生配信される予定だったが、平成28年熊本地震の影響により延期となり、結局7月17日に配信された。生配信は本番組が初となる。

### 放送リスト（特別番組）
地上波放送
| 回 | 放送日時                           | 特番タイトル                                                                             | 店名                                 | メンバー | 食べた品数                            | 経過時間   | 備考      |
| -- | ---------------------------------- | ---------------------------------------------------------------------------------------- | ------------------------------------ | --- | ------------------------------------- | ---------- | --------- |
| 1  | 2016年4月6日（水） 23:15 - 翌0:15  | 帰ってきた帰れま10 つるとんたん編                                                        | つるとんたん                         | 小宮浩信（三四郎） とにかく明るい安村 トレンディエンジェル 永野 ゆいP（おかずクラブ） 横澤夏子                                                          | 27品                                  | 7時間30分  |           |
| 2  | 2016年6月5日（日） 20:58 - 23:10   | 帰ってきたぞ!帰れま10                                                                    | 鳥貴族                               | 小宮浩信（三四郎） メイプル超合金 トレンディエンジェル 平井“ファラオ”光（馬鹿よ貴方は） 山崎ケイ（相席スタート） 横澤夏子                               | 25品                                  | 6時間15分  |           |
| 3  | 2016年10月16日（日） 21:00 - 23:10 | 帰れま10!旬の芸人VS日本一のコンビニ 大激突スペシャル                                     | セブン-イレブン                      | 加藤諒 小峠英二（バイきんぐ） 斎藤司（トレンディエンジェル） 平野ノラ 藤田ニコル                                                                        | 21品                                  | 8時間      |           |
| 4  | 2016年12月28日（水） 19:00 - 23:10 | 2016年の人気芸人が大集合!帰れま10史上最大の挑戦! 朝・昼・夜 3軒連続帰れまトライアスロン! | コメダ珈琲店 マクドナルド 一軒め酒場 | カンニング竹山 紅蘭 サンシャイン池崎 Gたかし 棚橋弘至 トレンディエンジェル 永野 羽鳥慎一 平野ノラ 藤田ニコル ぺえ ベッキー ゆいP（おかずクラブ） ライス | 11品（朝）+13品（昼）+19品（夜）=43品 | 17時間30分 | [ 注 26 ] |
| 5  | 2017年2月6日（月） 19:00 - 20:40   | 帰れま10&Qさま!!豪華2本立て3時間スペシャル・第1部                                        | 薄利多賣半兵ヱ                       | 秋元真夏（乃木坂46） 澤山裕仁（当時なんぶ桜） サンシャイン池崎 メイプル超合金 モト冬樹 山崎ケイ（相席スタート） 山崎弘也（アンタッチャブル）            | 29品                                  | 7時間30分  |           |
| 6  | 2017年9月15日（金） 23:15 - 翌0:15 | 帰れま10 秋の肉祭り×旬の芸人大集合SP                                                     | 牛角                                 | 銀シャリ みやぞん（ANZEN漫才） メイプル超合金 | 15品                                  | 5時間20分  | [ 注 27 ] |
| 7  | 2018年1月15日（月） 19:00 - 20:56  | 帰れま10に木村拓哉がやってきた!大人気回転寿司店の人気ベスト10当てに挑む!                 | くら寿司                             | 木村拓哉 上川隆也 斎藤工 菜々緒 間宮祥太朗 小杉竜一（ブラックマヨネーズ） 銀シャリ                                                                      | 34品                                  | 8時間15分  |           |
| 8  | 2018年2月26日（月） 19:00 - 20:56  | 帰れま10 反町隆史率いる「相棒」軍団VS大人気焼肉チェーン店人気ベスト10                    | 安楽亭                               | 反町隆史 神保悟志 山西惇 浅利陽介 とろサーモン 斎藤司（トレンディエンジェル） にゃんこスター                                                            | 29品                                  | 7時間45分  |           |

AbemaTV（ネット配信）
| 回 | 配信日                      | 特番タイトル                                                            | 店名       | メンバー                                                               | 食べた品数 | 経過時間  | 備考         |
| -- | --------------------------- | ----------------------------------------------------------------------- | ---------- | ---------------------------------------------------------------------- | ---------- | --------- | ------------ |
| 1  | 2016年4月17日 2016年7月17日 | 帰ってきた帰れま10 帰れま10 禁断の完全生中継SP 〜一体いつ終わるんだ！〜 | 串カツ田中 | 石川恋 井上裕介（NON STYLE） 藤田晋 濱口優（よゐこ） 倉持由香 柳いろは | 23品       | 6時間34分 | 開局特別番組 |

## 放送リスト（帰れマンデー見っけ隊!!）
- 回数表示は『帰れマンデー見っけ隊!!』としての通算回ではなく、『帰れま10』を放送した回のみのものである。

### 2018年
| 回 | 放送日時 | 店名                       | メンバー | 食べた品数 | 経過時間  | 備考                                                                                                 |
| -- | -------- | -------------------------- | --- | ---------- | --------- | --- |
| 1  | 4月16日  | びっくりドンキー           | 波瑠 沢村一樹 山内圭哉 スピードワゴン おかずクラブ                                                                                       | 19品       | 6時間40分 | 3時間SP（19:00 - 21:48）で別企画とのセットで放送 （本企画は番組前半に放送）                          |
| 2  | 6月11日  | スシロー                   | 井ノ原快彦（当時V6） 小杉竜一（ブラックマヨネーズ） 羽田美智子 津田寛治 吹越満 山田裕貴 バッファロー吾郎A(バッファロー吾郎、助っ人参戦)  | 22品       | 6時間30分 | 3時間SP（19:00 - 21:48）で別企画とのセットで放送 （本企画は番組前半に放送）                          |
| 3  | 7月16日  | 餃子の王将                 | 綾野剛 沢尻エリカ 渡部篤郎 光石研 藤本隆宏 おかずクラブ 中山秀征                                                                         | 21品       | 6時間50分 | 3時間SP（19:00 - 21:48）で別企画とのセットで放送 （本企画は番組前半に放送）                          |
| 4  | 9月3日   | サーティワンアイスクリーム | Toshl（X JAPAN） 鬼龍院翔（ゴールデンボンバー） 濱口優（よゐこ） 川田裕美 チョコレートプラネット 斎藤司（トレンディエンジェル） 勝俣州和 | 18品       | 6時間     | 3時間SP（19:00 - 21:48）で別企画とのセットで放送 （本企画は番組前半に放送）                          |
| 5  | 10月8日  | はま寿司                   | 相葉雅紀（嵐） 広末涼子 趣里 小瀧望（ジャニーズWEST） 尼神インター 小杉竜一（ブラックマヨネーズ）                                        | 14品       | 5時間     | 3時間SP（19:00 - 21:48）で別企画とのセットで放送 （本企画は番組前半に放送）                          |
| 6  | 12月10日 | ピザーラ                   | 米倉涼子 向井理 菜々緒 勝村政信 三浦翔平 安達祐実 ダイアン 岡部大（ハナコ） 中山秀征                                                     | 23品       | 7時間     | 『中居正広の身になる図書館』 との<合体3時間SP（19:00 - 21:48）として放送 （当番組の放送は20:35まで） |

### 2019年
| 回 | 放送日時 | 店名              | メンバー | 食べた品数               | 経過時間  | 備考                                                                                          |
| -- | -------- | ----------------- | --- | ------------------------ | --------- | --------------------------------------------------------------------------------------------- |
| 7  | 1月14日  | バーミヤン        | 木村拓哉 長澤まさみ 篠井英介 石川恋 江上敬子（ニッチェ） 三四郎                                               | 23品                     | 8時間30分 | 3時間SP（19:00 - 21:48）で別企画とのセットで放送 （本企画は番組後半に放送）                   |
| 8  | 3月25日  | つるとんたん      | 西島秀俊 伊藤淳史 真飛聖 池田鉄洋 渡辺直美 Mr.シャチホコ 村上健志（フルーツポンチ） 倍賞美津子（助っ人参戦）  | 24品                     | 9時間35分 | 3時間SP（19:00 - 21:48）で別企画とのセットで放送 （本企画は番組後半に放送）                   |
| 9  | 4月8日   | すしざんまい      | 天海祐希 小日向文世 田中哲司 鈴木浩介 オラキオ ダイアン 丸山桂里奈 宮川大輔                                   | 19品                     | 6時間     | 3時間SP（19:00 - 21:48）で別企画とのセットで放送 （本企画は番組後半に放送）                   |
| 10 | 7月15日  | 天下一品          | 沢口靖子 内藤剛志 若村麻由美 風間トオル 石井一彰 東京ホテイソン 山崎弘也（アンタッチャブル）                  | 13品                     | 5時間40分 | 『10万円でできるかな』との 合体3時間SP（19:00 - 21:48）として放送 （当番組の放送は20:30まで） |
| 11 | 8月26日  | 牛角              | 田中圭 吉田鋼太郎 林遣都 沢村一樹 志尊淳 内田理央 りんごちゃん オカリナ（おかずクラブ） 秋山竜次（ロバート）  | 21品                     | 7時間     | 3時間SP（19:00 - 21:48）で別企画とのセットで放送 （本企画は番組後半に放送）                   |
| 12 | 10月7日  | スシロー（2回目） | 矢部浩之（ナインティナイン） 岡野雅行 播戸竜二 小杉竜一（ブラックマヨネーズ） 磯山さやか 草薙航基（宮下草薙） | 10品（パーフェクト達成） | 5時間5分  | 3時間SP（19:00 - 21:48）で別企画とのセットで放送 （本企画は番組後半に放送）                   |

### 2020年
| 回 | 放送日時 | 店名                  | メンバー                                                                        | 食べた品数 | 経過時間  | 備考 |
| -- | -------- | --------------------- | ------------------------------------------------------------------------------- | ---------- | --------- | --- |
| 13 | 1月6日   | 串カツ田中            | 桐谷健太 東出昌大 柳葉敏郎 比嘉愛未 磯村勇斗 川島明（麒麟） はるな愛 かまいたち | 13品       | 4時間45分 | 3時間SP（19:00 - 21:48）で別企画とのセットで放送 （本企画は番組後半に放送） |
| 14 | 3月2日   | 蒙古タンメン中本      | EXIT 四千頭身 ぺこぱ すゑひろがりず 伊原六花                                    | 13品       | 5時間10分 | 3時間SP（19:00 - 21:48）で別企画とのセットで放送 （本企画は番組後半に放送） |
| 15 | 5月25日  | 吉野家                | EXIT ミルクボーイ 秋山竜次（ロバート） 池田美優                                 | 12品       | 5時間45分 | テイクアウトメニューのみでのランキングで挑戦 |
| 16 | 6月8日   | ガスト                | 藤ヶ谷太輔、玉森裕太、千賀健永（Kis-My-Ft2） U字工事 池田美優 はらぺこツインズ  | 24品       | 不明      | テイクアウトメニューのみでのランキングで挑戦 |
| 17 | 6月29日  | つるとんたん（2回目） | 木村拓哉 斎藤工 菜々緒 間宮祥太朗 四千頭身 ミキ                                 | 20品       | 不明      | 当初は2020年4月6日に放送予定だったが、 新型コロナウイルス感染拡大の影響で 木村が主演を務めるドラマ『BG〜身辺警護人〜』が 放送延期になった関係で一旦放送が見送られ、 ドラマの放送開始後のこの日に放送された。 |
| 18 | 10月5日  | くら寿司              | 唐沢寿明 栗山千明 池内博之 山崎弘也（アンタッチャブル） 岡部大(ハナコ)          | 20品       | 不明      | 3時間SP（18:45 - 21:48）で別企画とのセットで放送 （本企画は番組後半に放送） |
| 19 | 11月23日 | モスバーガー          | 市川猿之助 中村隼人 小杉竜一（ブラックマヨネーズ） 3時のヒロイン                | 18品       | 不明      | 3時間SP（18:45 - 21:48）で別企画とのセットで放送 （本企画は番組後半に放送） |

### 2021年
| 回 | 放送日時 | 店名              | メンバー                                                                          | 食べた品数               | 経過時間 | 備考                                                                             |
| -- | -------- | ----------------- | --------------------------------------------------------------------------------- | ------------------------ | -------- | -------------------------------------------------------------------------------- |
| 20 | 1月4日   | バーミヤン        | サンドウィッチマン アンタッチャブル 児嶋一哉（アンジャッシュ） 菅井友香（櫻坂46） | 17品                     | 不明     | 3時間SP（18:45 - 21:48）で別企画とのセットで放送 （本企画は番組前半に放送）      |
| 21 | 4月5日   | スシロー（3回目） | 関智一 石川由依 武内駿輔 和牛 ケンドーコバヤシ                                    | 20品                     | 不明     | 3時間SP（18:45 - 21:48）で別企画とのセットで放送 （本企画は番組後半に放送）      |
| 22 | 6月21日  | 二木の菓子        | Kis-My-Ft2                                                                        | 24品                     | 不明     | 「10万円でできるかな×帰れま10コラボ企画」 として「10万円でできるかな」枠内で放送 |
| 23 | 7月5日   | ミスタードーナツ  | 天海祐希 小日向文世 工藤阿須加 中川家 Everybody（助っ人参戦）                     | 10品（パーフェクト達成） | 不明     | 3時間SP（18:45 - 21:48）で別企画とのセットで放送 （本企画は番組前半に放送）      |
| 24 | 8月23日  | 焼肉きんぐ        | 沢口靖子 内藤剛志 柴田英嗣（アンタッチャブル） 生見愛瑠 長谷川雅紀（錦鯉）        | 15品                     | 不明     | 3時間SP（18:45 - 21:48）で別企画とのセットで放送 （本企画は番組後半に放送）      |
| 25 | 9月20日  | マクドナルド      | ムロツヨシ 小杉竜一（ブラックマヨネーズ） 阿佐ヶ谷姉妹 長谷川忍（シソンヌ）       | 10品（パーフェクト達成） | 不明     | 3時間SP（18:45 - 21:48）で別企画とのセットで放送 （本企画は番組前半に放送）      |
| 26 | 10月18日 | すき家            | 相葉雅紀 佐々木蔵之介 段田安則 空気階段 山崎弘也（アンタッチャブル）              | 17品                     | 不明     | 3時間SP（19:00 - 21:48）で別企画とのセットで放送 （本企画は番組後半に放送）      |

### 2022年
| 回 | 放送日時 | 店名                             | メンバー | 食べた品数       | 経過時間 | 備考                                                                        |
| -- | -------- | -------------------------------- | --- | ---------------- | -------- | --------------------------------------------------------------------------- |
| 27 | 1月10日  | はま寿司（2回目）                | 松本潤 上戸彩 勝地涼 蛙亭 柴田英嗣（アンタッチャブル）                                                                  | 21品             | 不明     | 3時間SP（19:00 - 21:54）で別企画とのセットで放送 （本企画は番組前半に放送） |
| 28 | 4月11日  | 廻転鮨 銀座おのでら本店          | 木村拓哉 満島ひかり 安田顕 児嶋一哉（アンジャッシュ） 小杉竜一（ブラックマヨネーズ）                                    | 17品             | 不明     | 3時間SP（19:00 - 21:48）で別企画とのセットで放送 （本企画は番組前半に放送） |
| 29 | 10月10日 | ユニバーサル・スタジオ・ジャパン | 髙橋海人（King & Prince） 近藤春菜（ハリセンボン） 王林 高橋恭平（なにわ男子） 藤原丈一郎（なにわ男子） 渋谷凪咲(NMB48) | 11アトラクション | 2日      | 3時間SP（18:45 - 21:54）で別企画とのセットで放送 （本企画は番組後半に放送） |
| 30 | 10月17日 | ケンタッキーフライドチキン       | 沢口靖子 内藤剛志 おいでやす小田 JP 中間淳太（ジャニーズWEST） 酒井貴士（ザ・マミィ）                                   | 11品             | 不明     | 3時間SP（19:00 - 21:54）で別企画とのセットで放送 （本企画は番組前半に放送） |

### 2023年
| 回 | 放送日時 | 店名                | メンバー                                                                 | 食べた品数 | 経過時間 | 備考                                                                             |
| -- | -------- | ------------------- | ------------------------------------------------------------------------ | ---------- | -------- | -------------------------------------------------------------------------------- |
| 31 | 1月9日   | バーミヤン（2回目） | 吉高由里子 北村匠海 槙野智章 山崎弘也（アンタッチャブル） 鬼越トマホーク | 14品       | 不明     | 3時間SP（19:00 - 21:54）で別企画とのセットで放送 （本企画は番組後半に放送）      |
| 32 | 4月17日  | 丸亀製麺            | 高畑充希 田中圭 豊ノ島 児嶋一哉（アンジャッシュ） Aマッソ                | 15品       | 不明     | 3時間SP（19:00 - 21:54）で別企画とのセットで放送 （本企画は番組前半に放送）      |
| 33 | 7月3日   | セブンイレブン      | 生田斗真 高橋克典 成海璃子 ウエンツ瑛士 河合郁人（A.B.C-Z）              | 12品       | 不明     | 3時間SP（19:00 - 21:54）で別企画とのセットで放送 （本企画は番組後半に放送）      |
| 34 | 11月13日 | くら寿司（2回目）   | サンドウィッチマン Kis-My-Ft2                                            | 21品       | 不明     | 「10万円でできるかな×帰れま10コラボ企画」 として「10万円でできるかな」枠内で放送 |

### 2024年
| 回 | 放送日時 | 店名                  | メンバー                                                               | 食べた品数 | 経過時間 | 備考                                                                        |
| -- | -------- | --------------------- | ---------------------------------------------------------------------- | ---------- | -------- | --------------------------------------------------------------------------- |
| 35 | 1月8日   | 焼肉きんぐ            | 反町隆史 佐々木蔵之介 山崎弘也（アンタッチャブル）                     | 11品       | 不明     | 3時間SP（19:00 - 21:54）で別企画とのセットで放送 （本企画は番組後半に放送） |
| 36 | 4月22日  | すし銚子丸            | 木村拓哉 竹内涼真 斎藤工 山崎弘也（アンタッチャブル） 岡部大（ハナコ） | 14品       | 不明     | 3時間SP（19:00 - 21:54）で別企画とのセットで放送 （本企画は番組後半に放送） |
| 37 | 7月1日   | シャトレーゼ          | 石原良純 大栄翔 翔猿 剣翔 松村沙友理                                   | 14品       | 不明     | 3時間SP（19:00 - 21:54）で別企画とのセットで放送 （本企画は番組後半に放送） |
| 38 | 10月7日  | つるとんたん（3回目） | 岡田将生 安達祐実 野呂佳代 銀シャリ                                    | 13品       | 不明     | 3時間SP（19:00 - 21:54）で別企画とのセットで放送 （本企画は番組後半に放送） |

### 2025年
| 回 | 放送日時 | 店名             | メンバー                                                                       | 食べた品数 | 経過時間 | 備考                                                                        |
| -- | -------- | ---------------- | ------------------------------------------------------------------------------ | ---------- | -------- | --------------------------------------------------------------------------- |
| 39 | 1月6日   | 魚べい           | 唐沢寿明 鈴木保奈美 陣内智則 中岡創一（ロッチ） あの                           | 16品       | 不明     | 3時間SP（19:00 - 21:54）で別企画とのセットで放送 （本企画は番組後半に放送） |
| 40 | 3月24日  | ミスタードーナツ | 宮川大輔 飯尾和樹（ずん） フットボールアワー                                   | 14品       | 不明     | 3時間SP（19:00 - 21:54）で別企画とのセットで放送 （本企画は番組後半に放送） |
| 41 | 4月6日   | 餃子の王将       | 橋本環奈 三浦翔平 佐々木希 タイムマシーン3号 福田麻貴・かなで（3時のヒロイン） | 16品       | 不明     | 3時間SP（19:00 - 21:54）で別企画とのセットで放送 （本企画は番組後半に放送） |

## 派生番組
- 帰れマンデー見っけ隊!! - 『帰れまサンデー』シリーズについても同項参照。